# Дубовое (Харьковская область)
Дубовое (укр. Дубове) — село, 
Семеновский сельский совет,
Близнюковский район,
Харьковская область.
Код КОАТУУ — 6320686004. Население по переписи 2001 г. составляет 55 (24/31 м/ж) человек.

## Географическое положение
Село Дубовое находится в начале балки Дубовая, на которой есть небольшие запруды.
Рядом находится балка Сухой Торец, в которой берёт начало река Сухой Торец.
В 7-и км на юге находится село Малиновка и железнодорожная станция Дубово, до пгт Близнюки 10 км.
В окрестностях села нет дубов.

## История
- 1956 - дата основания.

## Экономика
- В селе есть молочно-товарная и овце-товарная фермы.

## Достопримечательности
- Братская могила советских воинов. Похоронено 268 воинов.